# Zgierz
Zgierz és una ciutat de Polònia, just al nord de Łódź, i està situada al centre del país, a 125 km al sud-oest de la capital, Varsòvia. El 2007, tenia 58.164 habitants.
Va adquirir els seus drets de ciutat abans del 1288, i actualment pertany al voivodat de Łódź i és la capital del poviat de Zgierz. La ciutat acull els grans complexos d'oci Nowa Gdynia (nou Gdynia), que conté entre altres enormes piscines, pistes de tennis, així com un hotel i sales de conferències.

## Agermanaments
- Kežmarok, Eslovàquia